# ۱۶ ژوئن
۱۶ ژوئن در تقویم گرگوری (گاه‌شماری میلادی)، صد و شصت و هفتمین (در سال‌های کبیسه صد و شصت و هشتمین) روز سال است. ۱۹۸ روز تا پایان سال باقی است.

## رویدادها
- ۶۳۲ - یزدگرد سوم هشت ساله آخرین حکمران ساسانی به پادشاهی ایران رسید.[۱]
- ۱۹۰۳ - شرکت خودروسازی فورد توسط هنری فورد تأسیس شد.
- ۱۹۴۴ - جورج ستینی، شهروند آفریقایی‌تبار سیاه‌پوست آمریکایی به اتهام قتل دو دختر سفیدپوست در سن ۱۴ سالگی به عنوان جوان‌ترین فرد در تاریخ ایالات متحده به وسیله صندلی الکتریکی اعدام شد.
- ۱۹۵۰ - با به قدرت رسیدن دولت عدنان مندرس پخش اذان به زبان عربی در ترکیه قانونی اعلام شد. پیش از این در جریان اصلاحات مصطفی کمال پاشا معروف آتا ترک در این کشور از سال ۱۹۳۲ پخش اذان به زبان عربی ممنوع اعلام شد و جایگزین ترکی برای آن تعیین گردید.
- ۲۰۱۰ - بوتان به عنوان اولین کشور در جهان استفاده از دخانیات را به‌طور کامل ممنوع اعلام کرد. این قانون هنچنین شامل تولید و خرید و فروش آن نیز می‌شد.

## زادگان
- ۱۳۱۳ - جووانی بوکاچیو، شاعر و نویسنده ایتالیایی (چرتالدو، جمهوری فلورانس)
- ۱۶۳۳ - ژان ته ونو، جهانگرد فرانسوی
- ۱۸۹۰ - استن لورل، بازیگر و کمدین آمریکایی
- ۱۹۲۹ - صباح احمد جابر صباح، امیر کویت (۲۰۰۶) (شهر کویت، کویت)
- ۱۹۶۷ - یورگن کلوپ، فوتبالیست و مربی آلمانی (اشتوتگارت، آلمان)
- ۱۹۷۸ - مجتبی جباری، فوتبالیست ایرانی (رباط کریم، ایران)

## درگذشتگان
- ۱۹۹۸ − جعفر شریف‌امامی، سیاست مدار ایرانی نخست‌وزیر (۲۷ آگوست تا ۶ نوامبر ۱۹۷۸) و رئیس سنای این کشور (۱۹۷۸–۱۹۶۴) (نیویورک، ایالات متحده)
- ۲۰۰۰ − کوجان، مپراتریس ژاپن همسر هیروهیتو، امپراتور سابق ژاپن و مادر آکیهیتو، امپراتور کنونی این کشور (توکیو، ژاپن)
- ۲۰۰۷ − محمد فاضل لنکرانی، از مراجع بزرگ تقلید شیعه (قم، ایران)
- ۲۰۰۹ − پیتر آروندل، رانندهٔ مسابقات اتومبیل‌رانی اهل انگلستان (ز. ۱۹۳۳)
- ۲۰۱۲ − نایف بن عبدالعزیز، ولیعهد عربستان سعودی (ژنو، سوئیس)
- ۲۰۱۷ − هلموت کوهل، سیاست مدار محافظه کار آلمانی و صدراعظم آلمان غربی و آلمان متحد (۱۹۹۸–۱۹۸۲) (لودویگسهافن، آلمان)

## مناسبت‌ها
- روز جوان در کشور آفریقای جنوبی
- روز بین‌المللی کودکان آفریقایی
- روز پدر در کشور سیشل
- روز مهندس در کشور آرژانتین